# Eotriceratops
Eotriceratops (Eotriceratops xerinsularis) – roślinożerny dinozaur z rodziny ceratopsów (Ceratopsidae). Nazwa Eotriceratops nawiązuje do wieku zwierzęcia, oznacza bowiem "wczesny triceratops". Nazwa gatunkowa odnosi się do Dry Island Buffalo Jump Provincial Park, gdzie znaleziono skamieniałości.

## Występowanie
Żył w późnej kredzie (68,8 mln lat temu) na terenach Ameryki Północnej. Jego szczątki znaleziono w Kanadzie (w prowincji Alberta w formacji Horseshoe Canyon).

## Budowa
Mimo że znaleziono tylko kości czaszki i kilka kręgów oraz żeber, na podstawie porównań z innymi ceratopsami można wysnuć wniosek, że również eotriceratops był czworonożnym roślinożercą. Jego głowa miała klasyczny układ rogów chasmozaurynów – jeden mały róg na nosie i dwa długie nad oczami. Cechą wyróżniającą go spośród innych dinozaurów rogatych są między innymi: budowa kości przedszczękowej, rogu nosowego i kryzy. Eotriceratops miał bardzo szerokie i spłaszczone różki na jej krawędziach, niektóre przekraczające 15 cm szerokości i stykające się ze sobą, oraz głębokie i lekko ukośne ślady po naczyniach krwionośnych spotykające się z poprzecznymi odciskami naczyń na przedzie rogu nosowego. Wyraźnie rozgraniczone eliptyczne wgłębienie lub otwór (fossa) położony na dolnym przedzie powierzchni kości łuskowej, która znajdowała się na bokach kryzy.

## Rozmiary
Niezwykłą cechą eotriceratopsa są rozmiary czaszki – mierzyła ona około 3 metrów długości, więc eotriceratops może rywalizować w tej kwestii z pentaceratopsem, którego czaszka mierzy 3,1 m. Jednak eotriceratops ma stosunkowo krótką kryzę, podobną do tej znanej u triceratopsa, a nie mocno wydłużone kryzy z wielkimi oknami jak u Pentaceratops. Wskazuje to na olbrzymie rozmiary tego gada. Jeżeli rzeczywiście proporcje ciała eotriceratopsa były podobne do jego bliskiego krewnego – triceratopsa, to prawdopodobnie eotriceratops był największym zwierzęciem w swoim środowisku. Byłby tylko niewiele krótszy od swojego pobratymca – hardozaura Edmontosaurus regalis, jednak był od niego dużo masywniejszy i posiadał zapewne wiele krótszy ogon, co czyniło by go największym zwierzęciem w tym okresie w Ameryce Północnej.

## Materiał kopalny
Dotychczas odnaleziono tylko holotyp (RTMP 2002.57.7) – niekompletny i nieartykułowany szkielet, zawierający: kość rostralną, obie kości przedszczękowe i szczękowe, lewy rdzeń rogu z kością łzową, kość przedczołową, kość czołową, kość zaoczodołową i kość jarzmową, lewą kość nadjarzmową, prawą kość kwadratowo-jarzmową, lewą kość kwadratową, częściową kość ciemieniową, lewą kość łuskową z kryzy, puszkę mózgową, zrośnięty czwarty i piąty kręg szyjny, ciąg artykułowanych kręgów: tylne szyjne i przednie piersiowe, żebra i fragmenty skostniałych ścięgien.

## Pozycja systematyczna
Eotriceratops należy do kladu zaawansowanych ceratopsów, tworzonego przez rodzaje Triceratops, Diceratus i Torosaurus. Z powodu niekompletności materiału wyznaczenie dokładniejszej pozycji jest obecnie niemożliwe. Rozważa się dwie hipotezy: albo Eotriceratops to siostrzany takson triceratopsa, albo, co według autorów opisu jest bardziej prawdopodobne (z powodu starszego wieku eotriceratopsa), jest bazalny w stosunku do pozostałych trzech przedstawicieli kladu.